# 宮城頼久
宮城 頼久（みやぎ よりひさ）は、安土桃山時代の武将、江戸時代初期の旗本。

## 生涯
元亀元年（1570年）、山崎片家の三男として誕生。後に豊臣家の譜代家臣・宮城豊盛の婿養子となった。
豊臣秀吉に仕え、馬廻。
天正13年（1585年）10月6日、従五位下右京進に叙任される。
天正15年（1587年）10月、秀吉の北野大茶湯で前田玄以と共に奉行を務めた。
慶長5年（1600年）、義父・豊盛が関ヶ原の戦いで、西軍に属し大坂城平野橋を警護したために戦後に所領を半減されたが、改易を免れ、以後は徳川家に仕える。慶長10年（1605年）、実兄・山崎家盛より但馬国二方郡の大部分である6,014石を分知されて分割支配とされたので、上級旗本として芦屋に陣屋を構えた。
慶長11年（1606年）には駿府城石垣の普請を務めた。
慶長14年（1609年）、義父に先だって死去。享年40。嫡男の十二郎（豊嗣）が5歳と幼かったため、豊盛が後見となって、駿府で家康に拝謁して許しを得て、頼久の遺領を継いだ。なお、豊嗣は豊盛の死後はその遺領も併せて相続して大名となっている。